# Skupina Matičević – Prpić
Skupina Matičević – Prpić je ime hrvatskog oružanog gerilskog dvojca.

## O skupini
Ovo je bio hrvatski protu-režimski gerilski paravojni dvojac koja je ušla na područje Jugoslavije, točnije Hrvatske 7. srpnja 1963., radi pokretanja oružanog ustanka s ciljem stvaranja samostalne hrvatske države. Činili su ga Ivan Matičević i Mate Prpić, po kojima je dobila ime. 
Članovi skupine bili su pripadnici Hrvatskog revolucionarnog bratstva (HRB-a), tajne organizacije koja je bila osnovana 1961. u Australiji i koja je djelovala i u Europi te u SAD-u. Osnovni cilj HRB-a bilo je osamostaljenje Hrvatske od Jugoslavije. Oba člana ove skupine bili su hrvatski emigranti.
Ovaj je dvojac djelovao tijekom nekoliko godina. Živjeli su u Njemačkoj a kad su išli u akciju, zapućivali su se iz Njemačke u Hrvatsku. Ondje su izvodili akcije raznih vrsta, kao što su bombaški napadi na vojne i milicijske ustanove, a raspon akcija je išao sve do likvidacija UDBA-inih oficira. 
Malo nakon jedne takve akcije oboje su poginuli 29. listopada 1974. kod Gospića. 
Nakon njihove smrti stanovništvo sela Došen Dabar i Došen Duliba je rastjerano jer je pomagalo u njihovom sakrivanju.

## Povijest nastanka
Dvojac su činile dvije osobe:
- Ivan Matičević
- Mate Prpić